# Guan camanegre
El guan camanegre (Penelope obscura) és una espècie d'ocell de la família dels cràcids (Cracidae) que habita zones de selva a Bolívia, est i sud-est del Brasil, oest dUruguai i nord-est de l'Argentina.